# Кула (Гацко)
Кула (познато и као Фазлагић Кула) је насељено мјесто у општини Гацко, Република Српска, БиХ. Према попису становништва из 1991. у насељу је живјело 187 становника.

## Географија
Фазлагић Кула је удаљена од Гацка 6 km, и налази у јужној периферији Куљског поља.

## Историја
Ово место је добило назив по истоименој кули, коју је изградио Ахмед Фазлагић у 17. веку. Верује се да је Фазлагић живео у Херцег Новом. Када су Млечани заузели овај град, преселили су многе муслиманске породице, укључујући и породице Фазлагића. Једна породица је премештена у Требиње, друга у Чапљину, а трећа у данашњу Фазлагића Кулу. Потомци ових породица Фазлагића и дан данас живе на тим просторима.

## Кула Фазлагића током Другог светског рата
Током Другог светског рата Кула Фазлагића била је снажно усташко упориште. Усташе из Куле су у првим ратним годинама, нарочито 1941, чинили злочине над становништвом суседних српских села. Кула Фазлагића је након сламања усташког упоришта у Горњем Борчу представљала најснажније усташко упориште на подручју Гацка.
Јединице НОВЈ су први пут ослободиле Кулу Фазлагића новембра 1943, а потом за стално септембра 1944. Ови подаци демантују мит о Кули Фазлагића као последњем или једном од последњих упоришта НДХ које је наводно пало маја 1945. године.
НОВЈ (Десета херцеговачка бригада) је први пут заузела Кулу 20. новембра 1943, након борбе. Кулу су бранили Муслиманска милиција, чета домобрана, вод усташа и вод жандарма НДХ. Укупно су имали око 500 пушака, 5 пушкомитраљеза и 3 митраљеза. НОВЈ је најпре заузела 11 заселака из којих се састоји Кула Фазлагића, а муслимански милиционери најпре су се успели одржати у засеоцима: Башићи, Друговићи, Мушовићи, да би се након тога и они повукли у правцу Невесиња, преко планине Бјелашнице. У овој борби 10. херцеговачка бригада имала је 15 погинулих и 16 рањених бораца. Заузимањем Куле Фазлагића повезана је слободна територија на подручју источне Херцеговине.
Други пут су јединице НОВЈ (29. херцеговачка дивизија) заузеле Кулу Фазлагића 4. септембра 1944, без борбе, након повлачења муслиманске милиције, такође у правцу Невесиња. Према партизанским подацима, након ослобођења групе села око Куле Фазлагића, јединицама НОВЈ прикључила су се 34 муслиманска младића. Неутралисање Куле Фазлагића као непријатељског упоришта, омогућило је постојање партизанског аеродрома на Гатачком пољу.

## Занимљивости
- Кула Фазлагић је у неким раздобљима била џамија

## Становништво
По посљедњем попису становништва из 1991. године, насељено мјесто Кула имало је 187 становника.
| Националност       | 1991. | 1981. | 1971. |
| Муслимани          | 187   |       |       |
| Срби               | 0     |       |       |
| Црногорци          | 0     |       |       |
| Југословени        | 0     |       |       |
| остали и непознато | 0     |       |       |
| Укупно             | 187   | '     | '     |

| Демографија- | Демографија- | Демографија- |
| Година       | Становника   | Становника   |
| ------------ | ------------ | ------------ |
| 1948.        | 1.990        |              |
| 1953.        | 0            |              |
| 1961.        | 272          |              |
| 1971.        | 222          |              |
| 1981.        | 216          |              |
| 1991.        | 186          |              |